# Horův mlýn
Horův mlýn je bývalý mlýn v Praze 5-Hlubočepích v osadě Klukovice, který stojí na pravém břehu Dalejského potoka jižně od mostu železniční trati do Rudné a Berouna. Původně renesanční vodní mlýn je chráněný jako kulturní památka České republiky. Součástí chráněného areálu je kromě samotného mlýna také špýchar, stodola a brána. Celý areál je evidován v pátém nejvyšším stupni ohrožení jako zanikající. 

## Historie
Vodní mlýn byl založen ve 2. polovině 16. století Adamem II. z Hradce, nejvyšším kancléřem království českého.

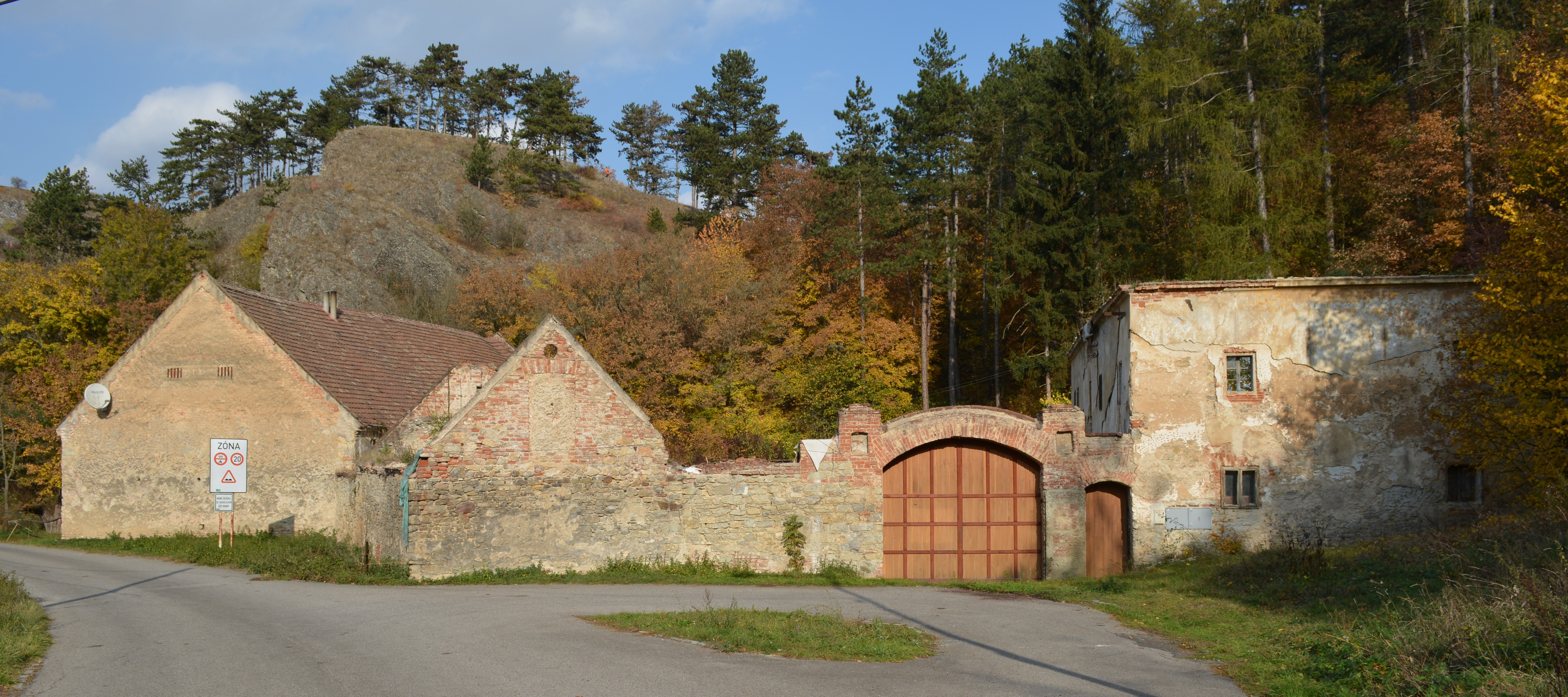
Stav mlýna v roce 2018

Po skončení třicetileté války koupil klukovické panství včetně značně poškozeného mlýna Pavel Michna z Vacínova a od roku 1658 vlastnila tento majetek klementinská kolej. K roku 1680 zde hospodařil mlynář Hora; narození jeho dcery Kateřiny 19. května je zaznamenáno v tachlovické farní kronice.
Mlýn měl dvě kola a mlýnici, která zabírala celé přízemí. Původně renesanční objekt byl v 17. století barokně přestavěn. Úprava se týkala i mlýnského interiéru, bylo zrušeno jedno vodní kolo, mlýnice byla zmenšena vestavěním dvou místností, pravděpodobně vznikly dřevěné stropy a dřevěná hranice v mlýnici s letopočtem 1684.
Roku 1713 uvádí Tereziánský katastr klukovického mlynáře na „vlastním mlýně o 1 kole a 1 stoupě na nestálé vodě“. Roku 1781 měla ves Klukovice pouze čtyři popisná čísla: čp. 1 byl mlýn, čp. 2 dvůr a čp. 3 a 4 dominikální chalupy. V té době došlo k raabizaci dvora (rozdělení vrchnostenských statků mezi sedláky). V roce 1840 je zmíněn ve mlýně dominikální mlynář (vlastník).
Další přestavba proběhla roku 1879, poté ještě ve druhé polovině 19. století. K obytným účelům byl přestavěn po roce 1979.

## Popis
Do dvora mlýna se vchází branou. Mlýnská budova stojí na jeho jižní straně, na severní je bývalá stodola a na západní menší maštal.
Patrová budova mlýna s valbovou střechou je kamenná. V přízemí měla původně tři klenuté místnosti, do nichž se vstupovalo ze dvora. Přízemí obytné části z roku 1617 má dochované zbytky staršího objektu ze 16. století. Stodola je postavena z opuky spojované hlínou. Má sedlovou střechu a nápisem v západní části „RO 1879 J. M. H.“ Celý areál je značně zchátralý a spěje k zániku.
Náhon byl zásobován vodou ze zaniklého rybníka. Dochoval se jeho násep, který se od mlýny táhne jihozápadním směrem.